# Maribojoc
Maribojoc è una municipalità di quinta classe delle Filippine, situata nella Provincia di Bohol, nella Regione del Visayas Centrale.
Maribojoc è formata da 22 baranggay:
- Agahay
- Aliguay
- Anislag
- Bayacabac
- Bood
- Busao
- Cabawan
- Candavid
- Dipatlong
- Guiwanon
- Jandig
- Lagtangon
- Lincod
- Pagnitoan
- Poblacion
- Punsod
- Punta Cruz
- San Isidro
- San Roque (Aghao)
- San Vicente
- Tinibgan
- Toril